# 尼哥底母福音
尼哥底母福音，又称彼拉多行传，是据称由尼哥底母写成的新约外典，尼哥底母曾在《约翰福音》中出现，是耶稣的追随者。该作品大约出现在公元4世纪至5世纪。该书提及了新约中未命名人物的名字，如朗基努斯。